# Separationsrätt
Separationsrätt är rätten att från gäldenär vid till exempel konkurs avskilja viss egendom som ej ingår i konkursboet.
I Sverige finns undantag för den annars för separationsrätten nödvändiga specialitetsprincipen reglerad genom prejudikat i samband med Lagen om redovisningsmedel.
- Att en leasegivare tillåter leasetagaren att förfoga över leasingobjektet hindrar inte i sig att leasegivaren har separationsrätt till leasingobjekt, om förfoganderätten inte utnyttjats.[2]